# KO-D Openweight Championship
El DDT KO-D (King of DDT) Openweight Championship es un campeonato creado por la empresa de lucha libre japonesa DDT.El título,como lo indica el nombre,es de peso abierto,por lo que cualquier luchador es capaz de ganarlo. El título fue introducido en el año 2000.

## Campeones
El Campeonato de Peso Abierto KO-D fue establecido en 2000. El campeón inaugural fue Masao Orihara, quien ganó un torneo al derrotar en la final a Sanshiro Takagi, el 19 de abril de 2000 en un live event, desde entonces ha habido 33 distintos campeones oficiales, repartidos en 72 reinados en total. Además, el campeonato ha quedado vacante en una ocasión. El Generico, Kenny Omega y Sami Callihan son los tres luchadores no japoneses que han ostentado el título.
El reinado más largo en la historia del título le pertenece a Konosuke Takeshita, quien mantuvo el campeonato por 405 días en su primer reinado. Por otro lado, Ken Ohka posee el reinado más corto en la historia del campeonato, con tan solo 0 días con el título en su haber.
En cuanto a los días en total como campeón (un acumulado entre la suma de todos los días de los reinados individuales de cada luchador), Harashima también posee el primer lugar con 3324 días como campeón en su décimo y actual reinado. Le siguen a Konosuke Takeshita (653 días en sus cuatro reinados), Sanshiro Takagi (605 días en sus seis reinados), Shuji Ishikawa (410 días en sus cuatro reinados), y Dick Togo (361 días en sus cuatro reinados).
Por último, Harashima es el luchador que más reinados posee con 10, seguido de lejos por Sanshiro Takagi (6), Dick Togo, Kudo, Shuji Ishikawa, Danshoku Dino, Konosuke Takeshita (4), Kota Ibushi, Mikami, Shigehiro Irie, Daisuke Sasaki (con 3 cada uno).

### Campeón actual
El actual campeón es Harashima, quien se encuentra en su décimo reinado como campeón. Harashima ganó el campeonato tras derrotar al excampeón Konosuke Takeshita el 3 de noviembre de 2019 en DDT Ultimate Party.
Harashima todavía no registra hasta el 28 de julio de 2025 defensas televisadas:

### Lista de campeones
|    | Luchador            | N.º | Fecha                    | Días  | Show o evento                        | Notas y referencias |
| -- | ------------------- | --- | ------------------------ | ----- | ------------------------------------ | --- |
| 1  | Masao Orihara       | 1   | 19 de abril de 2000      | 98    | Live event                           | Derrotó a Sanshiro Takagi para coronarse como primer campeón. |
| 2  | Koichiro Kimura     | 1   | 26 de julio de 2000      | 77    | Live event                           | |
| 3  | Poison Sawada Julie | 1   | 11 de octubre de 2000    | 64    | Live event                           | |
| 4  | Sanshiro Takagi     | 1   | 14 de diciembre de 2000  | 104   | Never Mind 2000                      | Derrotó a Poison Sawada Julie, Tomohiko Hashimoto y Super Uchuu Power. |
| 5  | Exciting Yoshida    | 1   | 28 de marzo de 2001      | 123   | Judgement 5                          | |
| 6  | Nosawa              | 1   | 29 de junio de 2001      | 146   | No Reason, No Future                 | |
| —  | Vacante             | —   | 22 de noviembre de 2001  | —     | —                                    | Nosawa fue quitado del título por el Comisionado de DDT por no ser un campeón apropiado. |
| 7  | Super Uchuu Power   | 1   | 30 de noviembre de 2001  | 57    | My Love                              | Derrotó a Poison Sawada Julie y Sanshiro Takagi por el campeonato vacante. |
| 8  | Mikami              | 1   | 26 de enero de 2002      | 11    | Dark Horse                           | Con Takashi Sasaki, ganó una lucha por tres títulos, derrotando al KO-D Openweight Champion Super Uchuu Power, al Ironman Heavymetalweight Champion Asian Cougar, y reteniendo su KO-D Tag Team Championship. |
| 9  | Super Uchuu Power   | 2   | 6 de febrero de 2002     | 86    | Live event                           | |
| 10 | Sanshiro Takagi     | 2   | 3 de mayo de 2002        | 28    | Turning Point                        | Su Ironman Heavymetalweight Championship, también estuvo en juego. |
| 11 | Kintaro Kanemura    | 1   | 31 de mayo de 2002       | 99    | Max Bump 2002                        | |
| 12 | Sanshiro Takagi     | 3   | 7 de septiembre de 2002  | 83    | The Ring                             | |
| 13 | Gentaro             | 1   | 29 de noviembre de 2002  | 23    | God Bless DDT 2002                   | |
| 14 | Mikami              | 2   | 22 de diciembre de 2002  | 198   | Tokio                                | Derrotó a Gentaro, Tomohiko Hashimoto y Sanshiro Takagi. |
| 15 | Takashi Sasaki      | 1   | 17 de julio de 2003      | 101   | Audience 2003                        | |
| 16 | Shoichi Ichimiya    | 1   | 26 de octubre de 2003    | 108   | Dead or Alive 2003                   | |
| 17 | Poison Sawada Julie | 2   | 11 de febrero de 2004    | 265   | Future Port                          | Derrotó a Ichimiya, Sanshiro Takagi, y al Campeón Ironman Heavymetalweight Danshoku Dino para ganar los dos títulos.                                                                                          |
| 18 | Mikami              | 3   | 2 de noviembre de 2004   | 89    | Day Dream Believer 2004              | |
| 19 | Dick Togo           | 1   | 30 de enero de 2005      | 94    | Into the Fight 2005                  | |
| 20 | Sanshiro Takagi     | 4   | 4 de mayo de 2005        | 172   | Max Bump 2005                        | |
| 21 | Danshoku Dino       | 1   | 23 de octubre de 2005    | 191   | Day Dream Believer 2005              | |
| 22 | Toru Owashi         | 1   | 2 de mayo de 2006        | 271   | After Aprilfool 2006                 | |
| 23 | Harashima           | 1   | 29 de diciembre de 2006  | 156   | Never Mind 2006                      | |
| 24 | Koo                 | 1   | 3 de julio de 2007       | 140   | King of DDT 2007                     | |
| 25 | Harashima           | 2   | 21 de octubre de 2007    | 198   | Day Dream Believer 2007              | |
| 26 | Dick Togo           | 2   | 6 de mayo de 2008        | 145   | Max Bump 2008                        | Derrotó a Harashima, Seiya Morohashi, Sanshiro Takagi y Yoshiaki Yago en un Elimination Match. |
| 27 | Sanshiro Takagi     | 5   | 28 de septiembre de 2008 | 217   | Who's Gonna Top? 2008                | Derrotó a Dick Togo en una Steel Cage match, esta lucha fue también una defensa por el Campeonato de la División Extrema de DDT.                                                                              |
| 28 | Harashima           | 3   | 4 de mayo de 2009        | 111   | Max Bump 2009                        | |
| 29 | Kota Ibushi         | 1   | 23 de agosto de 2009     | 98    | Ryōgoku Peter Pan 2009               | |
| 30 | Shuji Ishikawa      | 2   | 29 de noviembre de 2009  | 91    | DDT Special 2009                     | Shuji Ishikawa anteriormente conocido como Koo. |
| 31 | Daisuke Sekimoto    | 1   | 28 de febrero de 2010    | 147   | Live event                           | |
| 32 | Harashima           | 4   | 25 de julio de 2010      | 112   | Ryōgoku Peter Pan 2010               | |
| 33 | Hikaru Sato         | 1   | 14 de noviembre de 2010  | 14    | Osaka Bay Blues Special              | |
| 34 | Dick Togo           | 3   | 28 de noviembre de 2010  | 157   | God Bless DDT 2010                   | |
| 35 | Shuji Ishikawa      | 3   | 4 de mayo de 2011        | 81    | Max Bump 2011                        | |
| 36 | Kudo                | 1   | 24 de julio de 2011      | 189   | Ryōgoku Peter Pan 2011               | |
| 37 | Danshoku Dino       | 2   | 29 de enero de 2012      | 63    | Sweet Dreams! 2012                   | |
| 38 | Sanshiro Takagi     | 6   | 1 de abril de 2012       | 0     | Aprilfool 2012                       | |
| 39 | Masa Takanashi      | 1   | 1 de abril de 2012       | 33    | Aprilfool 2012                       | Takanashi canjeó su contrato de "Derecho a retar en cualquier momento y en cualquier lugar". |
| 40 | Yuji Hino           | 1   | 4 de mayo de 2012        | 51    | Max Bump 2012                        | |
| 41 | Kota Ibushi         | 2   | 24 de junio de 2012      | 98    | What Are You Doing!? 2012            | |
| 42 | El Generico         | 1   | 30 de septiembre de 2012 | 84    | Who's Gonna Top? 2012                | |
| 43 | Kenny Omega         | 1   | 23 de diciembre de 2012  | 87    | Never Mind 2012                      | |
| 44 | Shigehiro Irie      | 1   | 20 de marzo de 2013      | 151   | Judgement 2013                       | |
| 45 | Harashima           | 5   | 18 de agosto de 2013     | 215   | Ryōgoku Peter Pan 2013               | |
| 46 | Kudo                | 2   | 21 de marzo de 2014      | 65    | Judgement 2014                       | |
| 47 | Harashima           | 6   | 25 de mayo de 2014       | 266   | Yūjō, Doryoku, Shōri! in Nagoya 2014 | |
| 48 | Kota Ibushi         | 3   | 15 de febrero de 2015    | 73    | Saitama Super DDT 2015               | |
| 49 | Harashima           | 7   | 29 de abril de 2015      | 32    | Max Bump 2015                        | |
| 50 | Kudo                | 3   | 31 de mayo de 2015       | 28    | Audience 2015                        | |
| 51 | Ken Ohka            | 1   | 28 de junio de 2015      | 0     | Tokio                                | Fue un Triple Threat Match, el cual incluyó a Yasu Urano. Ohka y Urano canjearon su contrato de "Derecho a retar en cualquier momento y en cualquier lugar".                                                  |
| 52 | Kudo                | 4   | 28 de junio de 2015      | 56    | King of DDT 2015 Tokyo               | |
| 53 | Yukio Sakaguchi     | 1   | 23 de agosto de 2015     | 97    | Ryōgoku Peter Pan 2015               | |
| 54 | Isami Kodaka        | 1   | 28 de noviembre de 2015  | 114   | Osaka Octopus 2015                   | |
| 55 | Harashima           | 8   | 21 de marzo de 2016      | 34    | Judgement 2016                       | |
| 56 | Daisuke Sasaki      | 1   | 24 de abril de 2016      | 35    | Max Bump 2016                        | Sasaki canjeó su contrato de "Derecho a retar en cualquier momento y en cualquier lugar". |
| 57 | Konosuke Takeshita  | 1   | 29 de mayo de 2016       | 91    | Audience 2016                        | |
| 58 | Shuji Ishikawa      | 4   | 28 de agosto de 2016     | 98    | Ryōgoku Peter Pan 2016               | |
| 59 | Harashima           | 9   | 4 de diciembre de 2016   | 106   | Osaka Octopus 2016                   | |
| 60 | Konosuke Takeshita  | 2   | 20 de marzo de 2017      | 405   | Judgement 2017                       | Este es el reinado más largo de la historia del campeonato. |
| 61 | Shigehiro Irie      | 2   | 29 de abril de 2018      | 94    | DDT Max Bump 2018                    | |
| 62 | Sami Callihan       | 1   | 1 de agosto de 2018      | 7     | Rockstar Pro Wrestling Amped         | Fue un Triple Threat Match, el cual incluyó a Trey Miguel. |
| 63 | Shigehiro Irie      | 3   | 8 de agosto de 2018      | 6     | Rockstar Pro Wrestling Amped         | |
| 64 | Danshoku Dino       | 3   | 14 de agosto de 2018     | 14    | DDT MajiManji                        | Dino canjeó su contrato de "Derecho a retar en cualquier momento y en cualquier lugar". |
| 65 | Meiko Satomura      | 1   | 28 de agosto de 2018     | 26    | DDT MajiManji                        | Satomura canjeó su contrato de "Derecho a retar en cualquier momento y en cualquier lugar". Satomura fue la primera mujer en ganar el dicho título.                                                           |
| 66 | Danshoku Dino       | 4   | 23 de septiembre de 2018 | 28    | DDT Road To Ryogoku 2018             | Fue un Triple Threat Match, el cual incluyó a Shigehiro Irie. |
| 67 | Daisuke Sasaki      | 2   | 21 de octubre de 2018    | 119   | Ryōgoku Peter Pan 2018               | |
| 68 | Konosuke Takeshita  | 3   | 17 de febrero de 2019    | 46    | Judgement 2019                       | |
| 69 | Daisuke Sasaki      | 3   | 4 de abril de 2019       | 0     | DDT Coming to America                | |
| 70 | Tetsuya Endo        | 1   | 4 de abril de 2019       | 103   | DDT Coming to America                | Endo canjeó su contrato de "Derecho a retar en cualquier momento y en cualquier lugar". |
| 71 | Konosuke Takeshita  | 4   | 15 de julio de 2019      | 111   | DDT Wrestle Peter Pan 2019           | |
| 72 | Harashima           | 10  | 3 de noviembre de 2019   | 84    | DDT Ultimate Party                   | El Campeonato de la División Extrema de DDT también estuvo en juego. |
| 73 | Masato Tanaka       | 1   | 26 de enero de 2020      | 133   | DDT Sweet Dreams! 2020               | |
| 74 | Tetsuya Endo        | 2   | 7 de junio de 2020       | 252   | DDT Wrestle Peter Pan 2020           | |
| 75 | Jun Akiyama         | 1   | 14 de febrero de 2021    | 1625+ | Kawasaki Strong 2021                 | |

### Total de días con el título
La siguiente lista muestra el total de días que un luchador ha poseído el campeonato, si se suman todos los reinados que posee. 
A la fecha del 28 de julio de 2025.
| + | Indica al campeón actual |

| N.º | Campeón             | Reinados | Total de días |
| --- | ------------------- | -------- | ------------- |
| 1   | Harashima           | 10       | 1314          |
| 2   | Konosuke Takeshita  | 4        | 653           |
| 3   | Sanshiro Takagi     | 6        | 605           |
| 4   | Shuji Ishikawa/Koo  | 4        | 410           |
| 5   | Dick Togo           | 4        | 361           |
| 6   | Tetsuya Endo        | 2        | 354           |
| 7   | Kudo                | 4        | 338           |
| 8   | Poison Sawada Julie | 2        | 329           |
| 9   | Mikami              | 3        | 307           |
| 10  | Toru Owashi         | 1        | 271           |
| 11  | Kota Ibushi         | 3        | 269           |
| 12  | Danshoku Dino       | 4        | 266           |
| 13  | Shigehiro Irie      | 3        | 253           |
| 14  | Daisuke Sasaki      | 3        | 159           |
| 15  | Daisuke Sekimoto    | 1        | 147           |
| 16  | Nosawa              | 1        | 146           |
| 17  | Super Uchuu Power   | 2        | 143           |
| 18  | Masato Tanaka       | 1        | 133           |
| 19  | Isami Kodaka        | 1        | 114           |
| 20  | Shoichi Ichimiya    | 1        | 108           |
| 21  | Kintaro Kanemura    | 1        | 99            |
| 22  | Masao Orihara       | 1        | 98            |
| 23  | Yukio Sakaguchi     | 1        | 97            |
| 24  | Jun Akiyama         | 1        | 1625+         |
| 25  | Exciting Yoshida    | 1        | 93            |
| 26  | Kenny Omega         | 1        | 87            |
| 27  | El Generico         | 1        | 84            |
| 28  | Koichiro Kimura     | 1        | 77            |
| 29  | Yuji Hino           | 1        | 51            |
| 30  | Masa Takanashi      | 1        | 33            |
| 31  | Meiko Satomura      | 1        | 26            |
| 32  | Gentaro             | 1        | 23            |
| 33  | Hikaru Sato         | 1        | 14            |
| 34  | Sami Callihan       | 1        | 7             |
| 35  | Ken Ohka            | 1        | 0             |

### Mayor cantidad de reinados
| Reinados | Luchador (es)                                                      |
| -------- | ------------------------------------------------------------------ |
| 10 veces | Harashima                                                          |
| 6 veces  | Sanshiro Takagi                                                    |
| 4 veces  | Dick Togo, Kudo, Shuji Ishikawa, Danshoku Dino, Konosuke Takeshita |
| 3 veces  | Kota Ibushi, Mikami, Shigehiro Irie, Daisuke Sasaki                |
| 2 veces  | Super Uchuu Power, Poison Sawada Julie, Tetsuya Endo               |